# 340

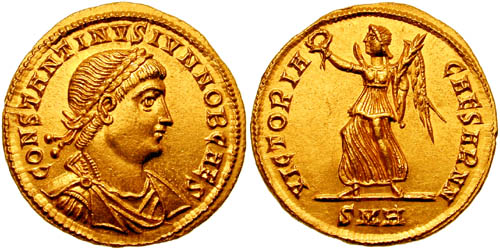
Keizer Constantijn II

Het jaar 340 is het 40e jaar in de 4e eeuw volgens de christelijke jaartelling.

## Gebeurtenissen

### Italië
- Keizer Constantijn II steekt met een Romeins leger de Alpen over, maar wordt echter bij Aquilea verslagen en sneuvelt. Constans I neemt zijn gebieden over en regeert als alleenheerser over het West-Romeinse Rijk.
- Paus Julius I roept in Rome een concilie van Italiaanse bisschopen bijeen. Hij stuurt een brief naar de Eusebianen in Syria en claimt dat het pauselijk gezag geldend is.

### Balkan
- Vandaalse Asdingen verlaten Transsylvanië (huidige Roemenië) en vestigen zich als foederati (bondgenoten) in Oost-Pannonië (waarschijnlijke datum).

### Perzië
- Koning Shapur II begint een grote christenvervolging in het Perzische Rijk. Hij verdrijft de christenen uit hun gebieden en verbrandt vele kerken.

## Geboren
- Petrus van Sebaste, bisschop van Armenië (waarschijnlijke datum)

## Overleden
- Constantijn II (24), keizer van het Romeinse Rijk
- 28 oktober - Cunera van Rhenen, patroonheilige